# Glory Quest
Glory Quest es un estudio de cine pornográfico japonés especializado en vídeos fetichistas.

## Información
El estudio ha producido vídeos para adultos desde al menos el 10 de junio de 2000, cuando lanzó Sweet Doll 01. En diciembre de 2019, DMM enumeró 3532 vídeos disponibles para su compra bajo el estudio Glory Quest, y 2110 vídeos bajo la etiqueta GLORY QUEST. La empresa lanza sus vídeos dos veces al mes, a un ritmo de unos 18-20 vídeos al mes. En su sitio web, los miembros pueden descargar vídeos y pedir DVD de Glory Quest. También venden sus productos en tiendas de todo Japón.
El estudio produce vídeos para adultos de varios géneros, entre los que se incluyen populares actrices de "grandes pechos" (巨乳). También ha realizado vídeos fetichistas más extremos bajo su sello Maniac, que incluyen géneros como fisting, sadomasoquismo, scat y, en su momento, zoofilia. Sus sellos Maniac Shemale, Transgender y Ultra Sex incluyen vídeos con actrices transexuales.
Otro género notable para Glory Quest ha sido el "porno para ancianos", un nicho de rápido crecimiento en la pornografía japonesa. En palabras de Kayoko Iimura, representante de relaciones públicas del estudio: "Si sólo hacemos productos estándar, no podemos superar a otros estudios... así que queríamos hacer algo nuevo". Una relación entre una esposa y un suegro anciano tiene el giro suficiente para crear una atmósfera de misterio y cautivar los corazones de los espectadores". La estrella más veterana de Glory Quest ha sido Shigeo Tokuda, nacido en 1934, que "ha demostrado ser una mina de oro para Glory Quest" con dos series de "ancianos": Maniac Training of Lolitas (diciembre de 2004) y Forbidden Elderly Care (agosto de 2006). Una tercera serie, Big Tits Loving Grandfather Erotic Mischief, comenzó en abril de 2008.
Glory Quest, constituida como GQE In Sigue siendo una empresa independiente y no forma parte de un conglomerado. Al igual que otras empresas audiovisuales japonesas, pertenece a uno de los "grupos éticos" voluntarios que regulan los contenidos y la censura: la Content Soft Association (CSA), una creación del grupo de empresas Soft On Demand.

## Organización

### Sellos
Algunos de los sellos en los que queda organizado Glory Quest son:
- ACB
- ACD
- Boys Kageki
- Dangerous Relations
- Et cetera
- GQR
- High Tension
- Incest
- Kebabu
- Maniac
- Maniac Shemale
- Sex Care
- Social Q
- TopazJ
- Trance Jender
- Ultra Sex

### Actrices
Algunas AV Idols del porno japonés que han actuado para Total Media Agency han sido:
- Hotaru Akane
- Yumi Kazama
- Riri Kōda
- Meguru Kosaka
- Momoka Nishina
- Maria Tominaga
- Aki Tomosaki
- Hime Tsukino